# پیشنس کولیر
پیشنس کُلیر (انگلیسی: Patience Collier؛ ۱۹ اوت ۱۹۱۰ – ۱۳ ژوئیهٔ ۱۹۸۷) هنرپیشه اهل بریتانیا بود.

## برگزیده فیلم‌شناسی
- دختری در قایق (۱۹۶۲)
- راز سوم (۱۹۶۴)
- خانه پوشالی (۱۹۶۸)
- ویولن‌زن روی بام (۱۹۷۱)
- شب بی‌پایان (۱۹۷۲)
- زن ستوان فرانسوی (۱۹۸۱)